# Amour et Discipline
Pour plus de détails, voir Fiche technique et Distribution.
Amour et Discipline est un film français réalisé par Jean Kemm, sorti en 1932.

## Fiche technique
- Titre : Amour et Discipline
- Réalisation : Jean Kemm
- Scénario et dialogues : Pierre Maudru, d'après le roman de Reginald Berkeley
- Photographie : Paul Cotteret et Robert Lefebvre
- Décors : Jean d'Eaubonne
- Société de production : Les Établissements Jacques Haïk
- Pays d'origine :  France
- Format :  Noir et blanc - 1,20:1 - 35 mm - son mono
- Durée : 80 minutes
- Date de sortie : France, 4 mars 1932

## Distribution
- Mona Goya : Juliette Giroudet
- Maurice Jacquelin : le capitaine Giroudet
- Louis Florencie : le caporal Ligard
- Jean-Louis Allibert : le lieutenant Breuillet
- Fernand Rauzéna : Denaux
- André Numès Fils : l'ordonnance Perot
- Lucien Dayle : le général